# Symphylella horrida
Symphylella horrida is een wortelduizendpotensoort uit de familie van de Scolopendrellidae. De wetenschappelijke naam van de soort is voor het eerst geldig gepubliceerd in 1913 door Bagnall.